# Губернатор Архангельской области
Губерна́тор Арха́нгельской о́бласти — высшее должностное лицо Архангельской области. Губернатор возглавляет систему органов исполнительной власти области. Срок полномочий 5 лет, не более двух сроков подряд.
Должность введена в сентябре 1991 года. ВРИО губернатора Архангельской области с 02.04.2020 является Александр Цыбульский на выборах в губернаторы Архангельской области 13 сентября 2020 года Александр Цыбульский набрав 63 % голосов стал губернатором Архангельской области .

## История

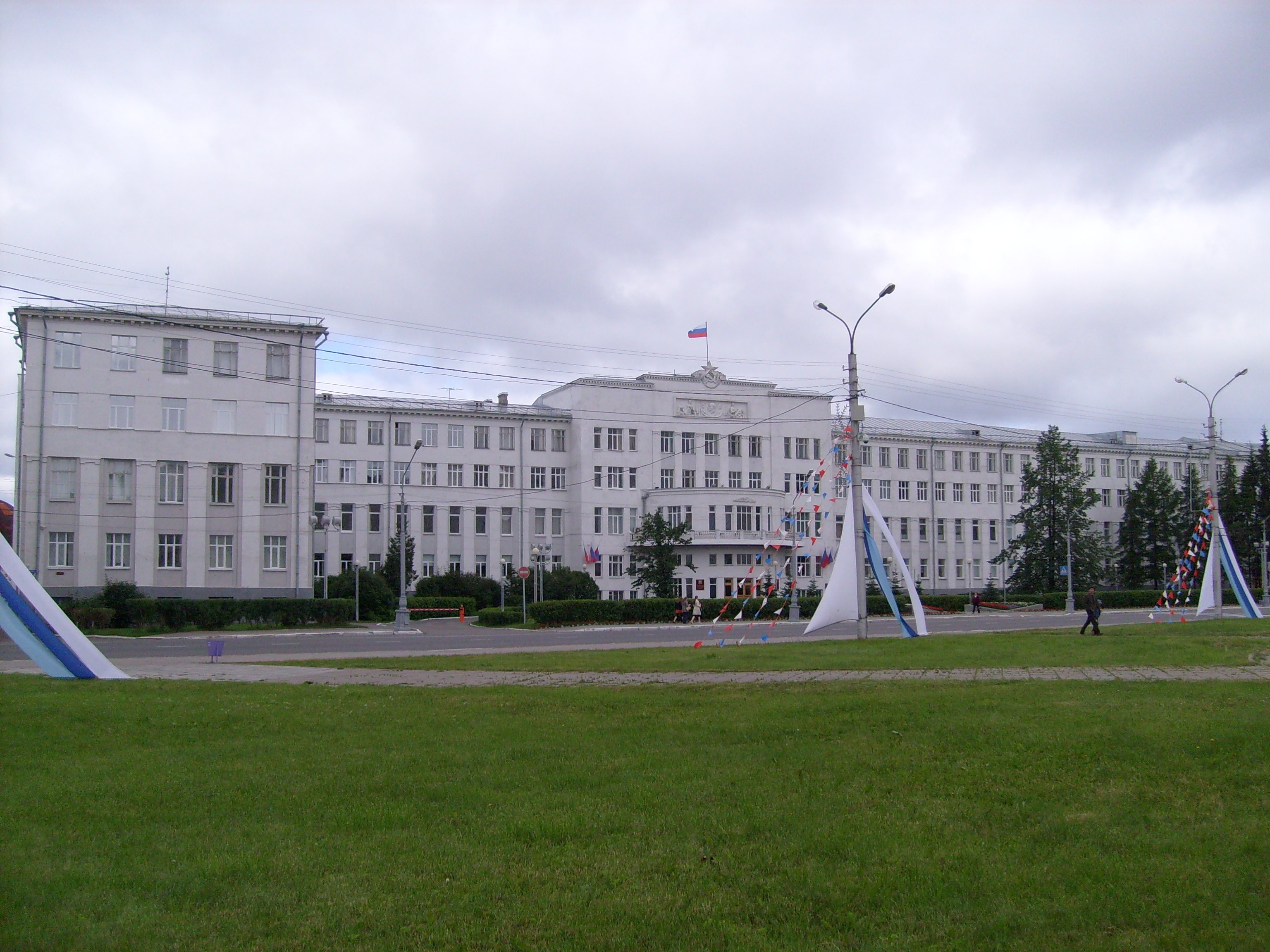
Резиденция губернатора — здание областной администрации в Архангельске.

До 1991 года, фактическим высшим должностным лицом области был 1-й секретарь Архангельского обкома КПСС. Исполнительные функции осуществлял формируемый областным советом облисполком, председатель которого был номинальным высшим должностным лицом, а фактически — вторым по значимости. Весной 1990 года после отмены 6-й статьи Конституции СССР и очередных выборов местных советов роль облсовета и облисполкома существенно повысилась. В Архангельской области пост председателя облсовета в этот период занимал Павел Николаевич Балакшин, а пост 1-го секретаря Архангельского обкома КПСС — Анатолий Иванович Громогласов.
После августовских событий 1991 года исполкомы всех уровней стали заменяться администрациями, 19 сентября 1991 года Павел Балакшин был назначен главой администрации Архангельской области.

## Правовой статус и полномочия

### Правовой статус
Согласно Уставу Архангельской области:
1. Губернатор Архангельской области является высшим должностным лицом Архангельской области. Губернатор Архангельской области возглавляет Правительство Архангельской области. Должность Губернатора Архангельской области является государственной должностью Архангельской области.
2. Губернатор Архангельской области обеспечивает проведение единой государственной политики на территории Архангельской области, определяет основные направления внутренней политики, развития международных и внешнеэкономических связей Архангельской области.
3. Губернатор Архангельской области обеспечивает согласованное функционирование и взаимодействие органов государственной власти Архангельской области.
4. Губернатор Архангельской области представляет Архангельскую область во внутригосударственных, международных и внешнеэкономических отношениях.
5. Губернатор Архангельской области имеет официальные символы, устанавливаемые областным законом.
6. Правовой статус Губернатора Архангельской области устанавливается Уставом Архангельской области и областным законом.

### Полномочия
1. Губернатор Архангельской области:
- представляет Архангельскую область в отношениях с федеральными органами государственной власти, органами государственной власти других субъектов Российской Федерации, органами местного самоуправления, гражданами и их объединениями, а также при осуществлении международных и внешнеэкономических связей, при этом вправе подписывать договоры, соглашения и иные акты от имени Архангельской области в установленном областным законом порядке;
- обращается к областному Собранию с ежегодным посланием о социально-экономическом и общественно-политическом положении в Архангельской области, включающим основные направления бюджетной и налоговой политики Архангельской области;
- представляет на рассмотрение областного Собрания проект программы социально-экономического развития Архангельской области;
- вносит в порядке законодательной инициативы поправки к Уставу Архангельской области, проекты областных законов и проекты постановлений областного Собрания;
- вправе участвовать в работе областного Собрания с правом совещательного голоса, назначать полномочного представителя Губернатора Архангельской области в областном Собрании;
- представляет заключения на проекты областных законов о введении или отмене налогов, освобождении от их уплаты, об изменении финансовых обязательств Архангельской области, а также проекты областных законов, предусматривающие расходы, покрываемые за счет средств областного бюджета;
- вправе требовать созыва внеочередной сессии областного Собрания, а также созывать вновь избранный состав областного Собрания на первое заседание ранее срока, установленного пунктом 2 статьи 21 Устава Архангельской области;
- обнародует Устав Архангельской области, поправки к Уставу Архангельской области, подписывает и обнародует областные законы либо отклоняет областные законы, принятые областным Собранием;
- осуществляет общее руководство исполнительными органами государственной власти Архангельской области;
- формирует и возглавляет Правительство Архангельской области, председательствует на заседаниях Правительства Архангельской области;
- назначает на должность заместителей Губернатора Архангельской области, руководителя финансового органа Архангельской области по согласованию с областным Собранием;
- вправе принять решение об отставке Правительства Архангельской области в связи с неисполнением либо ненадлежащим исполнением Правительством Архангельской области своих полномочий;
- утверждает структуру исполнительных органов государственной власти Архангельской области в соответствии с федеральными законами и Уставом Архангельской области, а в случаях, предусмотренных федеральными законами, утверждает структуру исполнительных органов государственной власти Архангельской области в отдельных отраслях (сферах) государственного управления по согласованию с соответствующими федеральными органами исполнительной власти;
- назначает на должность руководителей исполнительных органов государственной власти Архангельской области, не указанных в подпункте «л» пункта 1 настоящей статьи, а также их заместителей и иных государственных гражданских служащих Архангельской области в случаях, предусмотренных областными законами;
- освобождает от должности заместителей Губернатора Архангельской области, руководителей исполнительных органов государственной власти Архангельской области, а также их заместителей и иных государственных гражданских служащих Архангельской области в случаях, предусмотренных областными законами;
- утверждает регламент Правительства Архангельской области и регламент взаимодействия исполнительных органов государственной власти Архангельской области;
- обеспечивает координацию деятельности исполнительных органов государственной власти Архангельской области с иными органами государственной власти Архангельской области и в соответствии с законодательством Российской Федерации может организовывать взаимодействие исполнительных органов государственной власти Архангельской области с федеральными органами исполнительной власти и их территориальными органами, органами местного самоуправления муниципальных образований Архангельской области и общественными объединениями;
- согласовывает решения о назначении соответствующих должностных лиц территориальных органов федеральных органов государственной власти, находящихся на территории Архангельской области, в случаях, предусмотренных законодательством Российской Федерации, а также вносит предложения по вопросам деятельности указанных органов на рассмотрение Правительства Российской Федерации;
- назначает представителя от Правительства Архангельской области в Совет Федерации Федерального Собрания Российской Федерации, а также досрочно прекращает его полномочия в соответствии с федеральными законами;
- назначает половину членов избирательной комиссии Архангельской области в соответствии с законодательством Российской Федерации и законодательством Архангельской области;
- отрешает от должности глав муниципальных образований Архангельской области по основаниям и в порядке, которые установлены федеральным законом;
- образует, формирует и упраздняет совещательные и вспомогательные органы при Губернаторе Архангельской области в порядке, предусмотренном указом Губернатора Архангельской области;
- принимает в пределах своей компетенции указы и распоряжения, подписывает постановления, распоряжения и иные акты Правительства Архангельской области;
- вправе отменить или приостановить действие правовых актов исполнительных органов государственной власти Архангельской области и руководителей исполнительных органов государственной власти Архангельской области, за исключением случаев, предусмотренных федеральными законами;
- осуществляет общее управление государственной гражданской службой Архангельской области в соответствии с законодательством Российской Федерации о государственной гражданской службе Российской Федерации, а также определяет кадровую политику в исполнительных органах государственной власти Архангельской области и в администрации Губернатора Архангельской области и Правительства Архангельской области;
- определяет общие правила прохождения государственной гражданской службы Архангельской области в соответствии с законодательством Российской Федерации о государственной гражданской службе Российской Федерации;
- согласовывает представление к государственным наградам Российской Федерации в соответствии с законодательством Российской Федерации, награждает наградами в Архангельской области в случаях, предусмотренных областным законом, а также по поручению Президента Российской Федерации и от его имени вручает государственные награды Российской Федерации;
- осуществляет иные полномочия, отнесенные в соответствии с федеральными конституционными законами, федеральными законами и иными нормативными правовыми актами Российской Федерации, Уставом Архангельской области, областными законами к компетенции высшего должностного лица субъекта Российской Федерации.

2. Губернатор Архангельской области при осуществлении своих полномочий обязан соблюдать Конституцию Российской Федерации, федеральные конституционные законы, федеральные законы, указы Президента Российской Федерации, постановления Правительства Российской Федерации, Устав Архангельской области, областные законы и постановления областного Собрания.

## Список губернаторов
| № | Губернатор                       | Губернатор | Партийность     | Основание вступления в должность | Срок полномочий            | Срок полномочий                                  | Прекращение полномочий                                     |
| - | -------------------------------- | --- | --------------- | --- | -------------------------- | ------------------------------------------------ | ---------------------------------------------------------- |
| 1 | Павел Балакшин (1936—2024)       | | НДР             | назначен президентом РСФСР Борисом Ельциным | 19 сентября 1991           | 21 февраля 1996                                  | освобождён от должности указом президента РФ Б. Н. Ельцина |
| 2 | Анатолий Ефремов (1952—2009)     | |                 | назначен президентом РФ Борисом Ельциным | 4 марта 1996               | 22 декабря 1996                                  |                                                            |
| 2 | Анатолий Ефремов (1952—2009)     | избран на выборах главы администрации Архангельской области: - 8 декабря 1996 — в 1 туре занял первое место, набрав 34,54 % голосов - 22 декабря 1996 — во 2 туре победил, набрав 58,67 % голосов | 22 декабря 1996 | 26 декабря 2000 |                            |                                                  |                                                            |
| 2 | Анатолий Ефремов (1952—2009)     | избран на выборах главы администрации Архангельской области: - 3 декабря 2000 — в 1 туре занял первое место, набрав 49,7 % голосов - 17 декабря 2000 — во 2 туре победил, набрав 58,5 % голосов   | 26 декабря 2000 | 14 апреля 2004 | истечение срока полномочий |                                                  |                                                            |
| 3 | Николай Киселёв (род. 1950)      | |                 | избран на выборах главы администрации Архангельской области: - 14 марта 2004 — в 1 туре занял первое место, набрав 44,99 % голосов - 28 марта 2004 — во 2 туре победил, набрав 75,04 % голосов | 14 апреля 2004             | 18 апреля 2008                                   | истечение срока полномочий                                 |
| 4 | Илья Михальчук (род. 1957)       | | Единая Россия   | наделён полномочиями по представлению президента РФ Владимира Путина - 19 марта 2008 года утверждён Архангельским областным Собранием депутатов, за него проголосовали 55 депутатов из 62      | 18 апреля 2008             | 13 января 2012                                   | досрочно ушёл в отставку по собственному желанию           |
| 5 | Игорь Орлов (род. 1964)          | | Единая Россия   | назначен президентом РФ Дмитрием Медведевым врио губернатора | 13 января 2012             | 3 февраля 2012                                   | утверждён в должности                                      |
| 5 | Игорь Орлов (род. 1964)          | утверждён в должности Архангельским областным Собранием депутатов | Единая Россия   | 3 февраля 2012 | 22 мая 2015                | досрочно ушёл в отставку по собственному желанию |                                                            |
| 5 | Игорь Орлов (род. 1964)          | назначен президентом РФ Владимиром Путиным врио губернатора | Единая Россия   | 22 мая 2015 | 24 сентября 2015           |                                                  |                                                            |
| 5 | Игорь Орлов (род. 1964)          | избран на выборах губернатора Архангельской области: 13 сентября 2015 — в 1 туре занял первое место, набрав 53,25 %                                                                               | Единая Россия   | 24 сентября 2015 | 2 апреля 2020              | досрочно ушёл в отставку по собственному желанию |                                                            |
| 6 | Александр Цыбульский (род. 1979) | | Единая Россия   | 2 апреля 2020 назначен президентом РФ Владимиром Путиным врио губернатора; 13 сентября 2020 избран                                                                                             | 8 октября 2020             | н. в.                                            |                                                            |